# آرویو گاردنز (تگزاس)
آرویو گاردنز (به انگلیسی: Arroyo Gardens) یک منطقهٔ مسکونی در ایالات متحده آمریکا است که در تگزاس واقع شده‌است. آرویو گاردنز ۱۰٫۳ کیلومتر مربع مساحت و ۴۵۶ نفر جمعیت دارد و ۵٫۷۹ متر بالاتر از سطح دریا واقع شده‌است.